# Campeonato de Israel de Ciclismo em Estrada
Os Campeonatos de Israel de Ciclismo em Estrada organizam-se anualmente desde o ano 1998 para determinar o campeão ciclista de Israel de cada ano. O título outorga-se ao vencedor de uma única carreira. O vencedor obtém o direito a portar um maillot com as cores da Bandeira de Israel até ao Campeonato de Israel do ano seguinte.

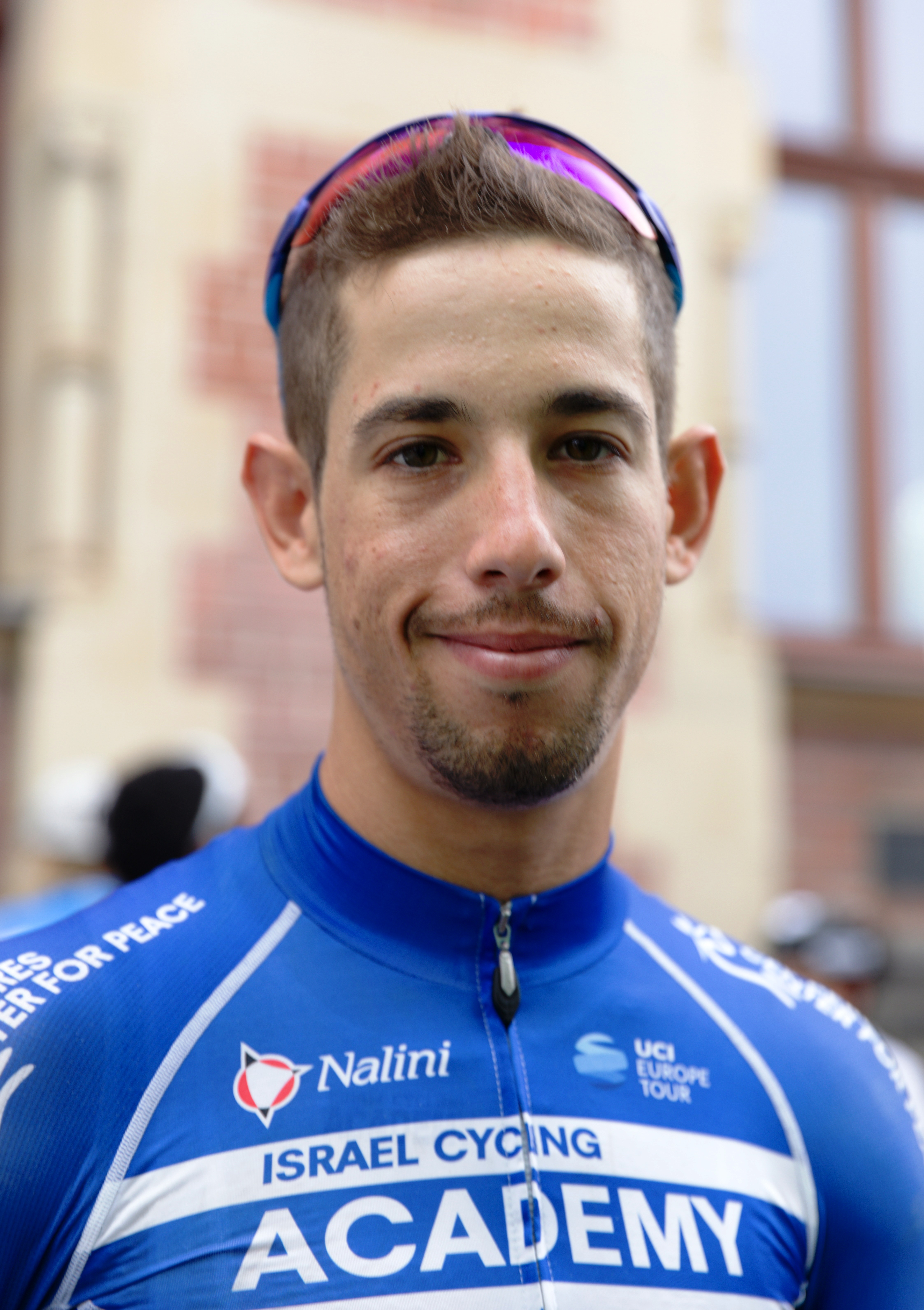
Roy Goldstein, com o maillot de campeão de Israel

## Palmarés
| Ano  | Vencedor          | Segundo         | Terceiro          |
| 1998 | Yuval Steinman    | Eitzack Boigin  | Benjamin Loberant |
| 1999 | Eitzack Boigin    | Boris Yezulak   | Daniel Helstoch   |
| 2000 | Yuval Steinman    | Elian Edelson   | Ido Sirkin        |
| 2001 | Daniel Helstoch   | Hidai Bar-Mor   | Doron Amitz       |
| 2002 | Itay Lifshitz     | Dror Pekatz     | Yanai Cohen       |
| 2003 | Dor Dviri         | Yuriy Levinson  | Izhak Boygen      |
| 2004 | Dor Dviri         | Daniel Helstoch | Shagi Bental      |
| 2005 | Maxim Burlutsky   | Amos Wolff      | Yarden Gazit      |
| 2006 | Dor Dviri         | Yarden Gazit    | Rotem Ishai       |
| 2007 | Gal Tsachor       | Amos Wolff      | Doron Amitz       |
| 2008 | Hortig Nati       | Amos Wolff      | Eliad Daniel      |
| 2009 | Avichai Greenberg | Idan Shapira    | Niv Libner        |
| 2010 | Niv Libner        | Eyal Rahat      | Ran Margaliot     |
| 2011 | Niv Libner        | Yoav Bear       | Idan Shapira      |
| 2012 | Oleg Sergeev      | Roy Goldstein   | Daniel Eliad      |
| 2013 | Yuval Dolin       | Guy Gabay       | Guy Sagiv         |
| 2014 | Niv Libner        | Anton Mikhailov | Roy Goldstein     |
| 2015 | Guy Sagiv         | Guy Gabay       | Roy Goldstein     |
| 2016 | Guy Sagiv         | Aviv Yechezkel  | Roy Goldstein     |
| 2017 | Roy Goldstein     | Itmar Einhorn   | Aviv Yechezkel    |
| 2018 | Roy Goldstein     | Guy Sagiv       | Omer Goldstein    |
| 2019 | Guy Sagiv         | Omer Goldstein  | Guy Niv           |

### Corrida em linha esperanças
| Ano  | Campeão   | Segundo        | Terceiro      |
| 2015 | Guy Sagiv | Guy Gabay      | Roy Goldstein |
| 2016 | Guy Sagiv | Aviv Yechezkel | Zohar Hadari  |

## Pódios dos campeonatos femininos

### Corrida em linha
| Ano  | Vencedor          | Segundo          | Terceiro            |
| ---- | ----------------- | ---------------- | ------------------- |
| 2001 | Laurie Copans     | Nadya Laikin     | Hadas Wais          |
| 2002 | Shani Bloch       | Laurie Copans    | Racheli Rozenshtain |
| 2003 | Leah Goldstein    | Nicole Freedman  | Shani Bloch         |
| 2006 | Inbar Ronen       | Shani Bloch      | Michal Avriel       |
| 2007 | Leah Goldstein    | Hilla Maimon     | Michal Avriel       |
| 2008 | Leah Goldstein    | Yarden Golan     | Yarden Avidan       |
| 2009 | Leah Goldstein    | Yarden Golan     | Yarden Avidan       |
| 2010 | Inbar Ronen       | Michal Ella      | Yarden Avidan       |
| 2011 | Michal Ella       | Daniela Levi     | Paz Bash            |
| 2012 | Yuval Bar Ziv     | Rotem Gafinovitz | Daniela Levi        |
| 2013 | Paz Bash          | Rotem Gafinovitz | Meghan Beltzer      |
| 2014 | Paz Bash          | Shani Bloch      | Omer Shapira        |
| 2015 | Rotem Gafinovitz  | Omer Shapira     | Paz Bash            |
| 2016 | Miriam Bar-on     | Rotem Gafinovitz | Omer Shapira        |
| 2017 | Omer Shapira      | Paz Bash         | Shani Bloch         |
| 2018 | Omer Shapira      | Rotem Gafinovitz | Paz Bash            |
| 2019 | Omer Shapira      | Rotem Gafinovitz | Paz Bash            |
| 2020 | Omer Shapira      | Lianne Witkin    | Antonina Reznikov   |
| 2021 | Omer Shapira      | Rotem Gafinovitz | Nofar Maoz          |
| 2022 | Omer Shapira      | Rotem Gafinovitz | Lianne Witkin       |
| 2023 | Antonina Reznikov | Nofar Maoz       | Rotem Gafinovitz    |
| 2024 | Rotem Gafinovitz  | Adar Shriki      | Hili Biderman       |